# Icosteus aenigmaticus
Icosteus aenigmaticus hay cá giẻ rách (tiếng Anh: ragfish) là một loài cá biển, duy nhất trong chi Icosteus và họ Icosteidae.
Toàn bộ cơ thể có đặc điểm là thiếu độ cứng, vì nó có thể dễ dàng gập đôi lại như một miếng giẻ rách mềm và dày. Từ đây mà có tên gọi cá giẻ rách.

## Từ nguyên
Icosteus có nguồn gốc từ tiếng Hy Lạp ειχω (eikoo) nghĩa là làm võng xuống, làm cong xuống, làm lún xuống và ὀστέον (ostéon) nghĩa là xương.

## Phân bố
I. aenigmaticus được tìm thấy trong các vùng biển tại bắc Thái Bình Dương, từ Nhật Bản tới đông nam Alaska tới mũi đất Loma, miền nam California, Hoa Kỳ. Nó sống ở độ sâu 0–1.420 mét (0–4.659 ft), thường ở độ sâu 18–732 mét (59–2.402 ft). Cá con xuất hiện ở vùng nước nông hoặc xa bờ gần bề mặt; cá trưởng thành gần đáy và sâu, đến 1.420 m.

## Đặc điểm
Chiều dài tổng cộng tối đa: 213 xentimét (6,99 ft), cá đực/không giới tính. Cơ thể ép dẹp mạnh. Khung xương chủ yếu là sụn, do đó nó linh hoạt khác thường. Da dày và dai. Cá non và cá trưởng thành khác nhau rất nhiều về ngoại hình và vì thế ban đầu chúng được mô tả là các loài khác nhau (tương ứng là Icosteus aenigmaticus và Acrotus willoughbyi). Quá trình chuyển đổi sang dạng trưởng thành xảy ra khi cá đạt 40–60 xentimét (1,3–2,0 ft) chiều dài tiêu chuẩn (SL). Thân sâu ở cá non, thuôn dài ra ở cá trưởng thành. Mắt nhỏ. Miệng ở tận cùng và lớn. Không tia gai ở các vây. Vây lưng và vây hậu môn đơn, dài và cao, tương ứng bao gồm 50-56 và 33-44 tia mềm. Cuống đuôi dài và thanh mảnh. Vây đuôi lớn và giống như mái chèo, thuôn tròn ở cá non và có khía răng cưa ở cá trưởng thành. Vây ngực hình quạt, có cuống, 20-22 tia. Vây bụng và vảy có ở cá non, không ở cá trưởng thành. Hai lỗ mũi gần nhau ở phía trước và ở mỗi bên của mõm. Đường bên đơn, có gai nhỏ. Răng một hàng, nhỏ, sắc, sắp xếp khít và đều; không răng trên xương lá mía và vòm miệng. Màng mang tách biệt, rời với eo; ngoại trừ được nối và gắn vào eo trong một khoảng ngắn ở phía trước. Tia che mang 6 hoặc 7. Lược mang 7-17 trên cung thứ nhất. Không bong bóng. Đốt sống 66-70. Cá non màu nâu sáng có đốm vàng và tía, cá trưởng thành màu nâu ánh tía sẫm.
Thức ăn chủ yếu là sứa nhưng cũng được báo cáo là ăn động vật chân đầu và các loài cá nhỏ.

## Họ hàng
Theo truyền thống, họ Icosteidae được xếp trong phân bộ Icosteoidei của bộ Perciformes. Nelson et al. (2016) xếp nó trong bộ Icosteiformes; nhưng Betancur-R. et al. (2017) xếp nó trong bộ Scombriformes, và phân tích phát sinh chủng loài phân tử của Friedman et al. (2019) đặt loài này gần với họ Arripidae trong bộ Scombriformes.